# Duffergill Burn
Der Duffergill Burn ist ein etwa 2,3 km langer Wasserlauf in Cumbria in England. Er entsteht an der Nordseite des Long Man Hill in den Pennines und fließt in nördlicher Richtung bis zu seiner Mündung linksseitig in den Cross Gill.